# Dũng Phong
Dũng Phong là một xã thuộc huyện Cao Phong, tỉnh Hòa Bình, Việt Nam.
Xã Dũng Phong có diện tích 10,72 km², dân số năm 1999 là 3126 người, mật độ dân số đạt 292 người/km².